# 甲基三氧化铼
甲基三氧化铼是一种金属有机化合物，化学式为CH3ReO3。它是挥发性的无色晶体，可用作催化剂。它有多种方法可以制备，如七氧化二铼和四甲基锡的反应：
Re2O7  +  (CH3)4Sn  →  CH3ReO3  +  (CH3)3SnOReO3
相似结构的烷基和芳基衍生物是已知的，RReO3类化合物是路易斯酸，可以和卤化物或胺类形成1:1或1:2的加合物。